# Trididemnum poma
Trididemnum poma är en sjöpungsart som beskrevs av Monniot 200. Trididemnum poma ingår i släktet Trididemnum och familjen Didemnidae. Inga underarter finns listade i Catalogue of Life.